# Rorippa pyrenaica
Rorippa pyrenaica é uma espécie de planta com flor pertencente à família Brassicaceae. 
A autoridade científica da espécie é (All.) Rchb., tendo sido publicada em Icon. Fl. Germ. Helv. 2: 15 (1837-38).

## Portugal
Trata-se de uma espécie presente no território português, nomeadamente em Portugal Continental.
Em termos de naturalidade é nativa da região atrás indicada.

## Protecção
Não se encontra protegida por legislação portuguesa ou da Comunidade Europeia.

## Sinónimos
Segundo a base de dados The Plant List, possui os seguintes sinónimos:
- Brachiolobos domingensis Desv.
- Brachiolobos pyrenaicus All.
- Cardamine montana Bubani
- Cardamine pyrenaica (All.) Rothm.
- Crucifera pyrenaica (All.) E.H.L.Krause
- Lepidium stylosum Pers.
- Myagrum pyrenaicum (All.) Lam.
- Nasturtium hispanicum Boiss. & Reut.
- Nasturtium pyrenaicum (All.) R.Br.
- Rorippa hispanica (Boiss. & Reut.) Willk.
- Rorippa stylosa (Pers.) Mansf. & Rothm.
- Sisymbrium pyrenaicum L.